# Kloster Sulejów
Das Unserer Lieben Frau und dem Heiligen Thomas von Canterbury (Thomas Becket) geweihte Kloster Sulejów ist eine Zisterzienserabtei in Polen. Es liegt in der Woiwodschaft Łódź in der Gemeinde Sulejów und ist als Pomnik historii geschützt.

## Geschichte
Kloster Sulejów wurde als 24. Tochterkloster der Primarabtei Morimond gegründet. Von Kloster Sulejów wurde Kloster Koronowo gegründet. Die Stiftung erfolgte 1177 durch Kasimir den Gerechten. Der Konvent kam aus Morimond. 1819 wurde das Kloster aufgehoben und 1986 als Priorat von Kloster Wąchock wiedergegründet.

## Bauten und Anlage

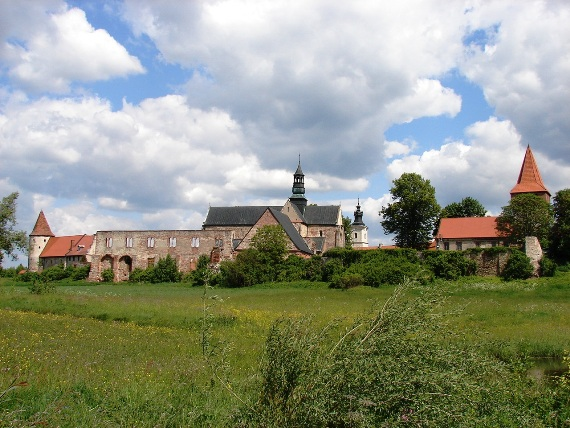
Die Klosteranlage

Die Klausur liegt rechts von der Kirche. Der quadratische Kapitelsaal stammt aus dem zweiten Viertel des 13. Jahrhunderts; sein Gewölbe mit vier Feldern ruht auf einer Säule mit Blattkapitell und ähnlich verzierten Wandkonsolen. Zum Kreuzgang führt ein doppelarkadiger Durchgang, daneben befinden sich Zwillingsöffnungen mit Dreipassbögen und Säulchen, die im 19. Jahrhundert ausgewechselt wurden. Der gotische Kreuzgang mit Kreuzrippengewölbe und Wappenkonsolen datiert vom Anfang des 15. Jahrhunderts. Von den spätgotischen, in ihrer Erhaltung einzigartigen Wehranlagen sind noch große Teile vorhanden.
Die Kirche, ein spätromanischer Hausteinbau, wurde 1232 geweiht und 1923 bis 1928 und 1946 bis 1950 restauriert. Sie gehört mit Kloster Koprzywnica, Kloster Wąchock und Kloster Jędrzejów zu einer mit der Bauhütte des italienischen Meisters Simon zu verbindenden Gruppe.

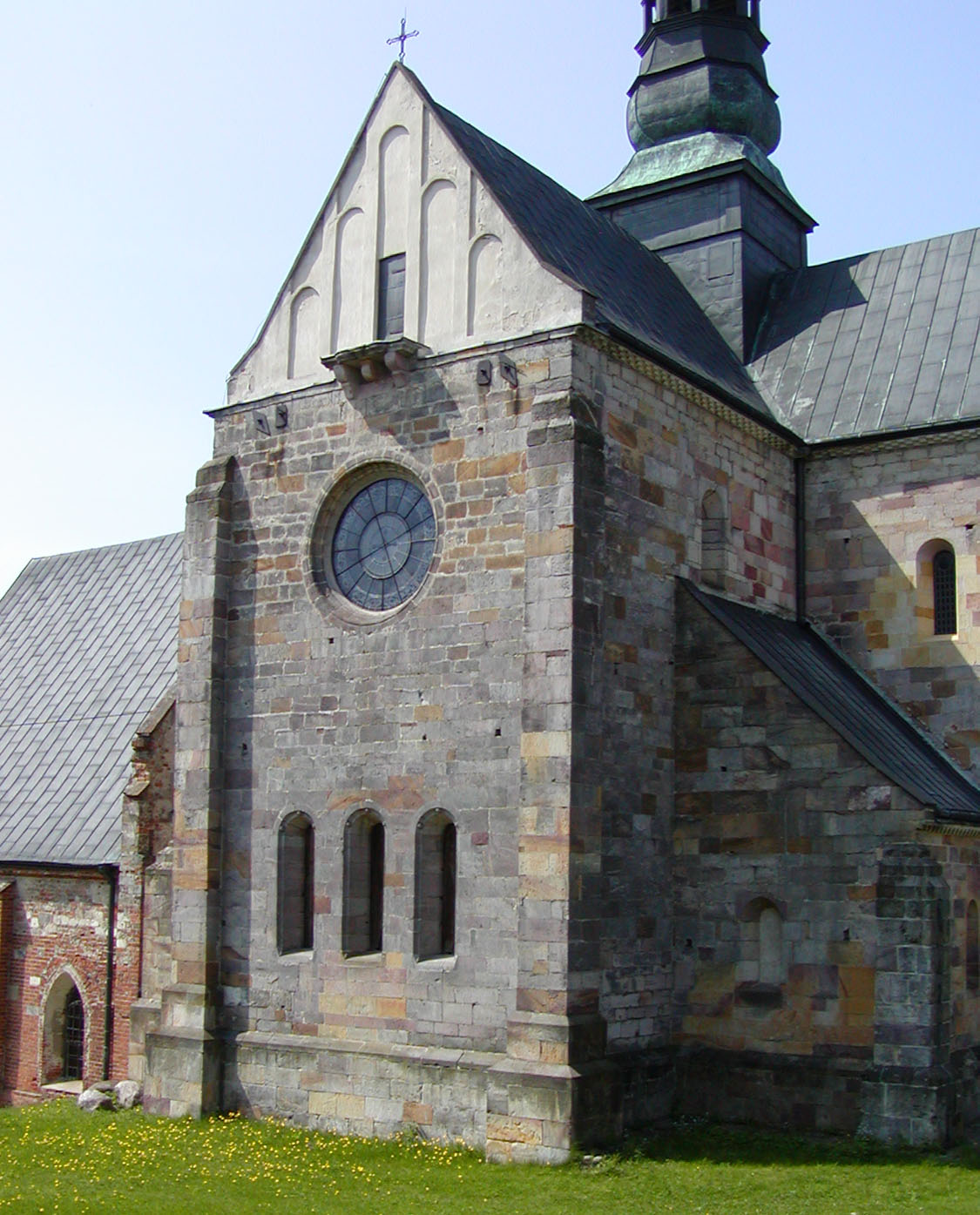
Kirche von Osten

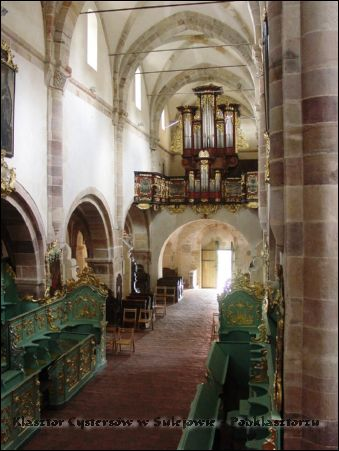
Inneres der Klosterkirche

Die dreischiffige Pfeilerbasilika hat ein vierjochiges Langhaus, Querschiff und einen einjochigen rechteckigen Chor, der von zwei Kapellen eingerahmt wird. Zwischen den Schiffen liegen Rundbogenarkaden, zum Querschiff Spitzbogenarkaden. Die Kirche hat ein Kreuzrippengewölbe (im Chor aus dem 19. Jahrhundert) mit Spitzbogengurtbögen, die auf Halbsäulen, in den Seitenschiffen auf Wandpfeilern ruhen. Die Korbkapitelle weisen Pflanzen- oder Flechtbanddekoration auf, die Gewölbeschlusssteine meist Rosetten- oder Flechtbandverzierung. Die Außenfassaden weisen vorspringende Lisenen und Rundfenster in den Giebelwänden auf. Die Fassade trägt eine Fensterrose mit zum Teil erhaltenem Maßwerk. Der Giebel stammt von der 1923 bis 1928 durchgeführten Restaurierung. Das Hauptportal in einem Häuschen ist ein Gewändeportal mit Säulchen, reliefierten Kapitellen und einer durch Flechtband geschmückten Innenarchivolte. Über dem Eingang zum nordöstlichen Seitenschiff befindet sich ein romanisches Tympanon, das älter als die Kirche ist. Die reiche Ausstattung besteht aus Stücken von der Gotik bis zum Rokoko.

## Äbte
- 1217(?) – 1232 Wilhelm I. (Guilelmus, Willermus)
- 1235(?) – 1251–1267 Piotr
- (?) – 1285 Al
- 1285–1292 Jan
- 1293 – 1298(?) Alberyk
- 1298 – 1321(?) Piotr
- 1330 Bertold
- 1336–1360 Wilhelm II.
- 1361–1368 – (?) Hugo
- 1386–1394 Mikołaj I.
- 1405–1408 Teobald
- um 1413 Dominik
- 1413 – 1425(?) Niewstęp
- 1431 – 1452(?) Maciej
- 1452–1473 Mikołaj II.
- 1473–1488 Marcin
- 1488–1497 Mikołaj III. Mszczuj
- 1497–1499 Michał
- 1499–1543 Salomon
- 1546 – 1547(?) Jan Domaszewski
- 1550 Jan Krzyszkowski
- 1551–1581 Stanisław Falęcki
- 1581 Piotr Krussowski
- 1581 Stanisław Ostrowski
- 1581 – 1587(?) Jerzy Fabiusz
- 1588–1601 Arnold Uchański
- 1602–1637 Otto Schenking
- 1637–1653 Stanisław Zaremba
- 1653–1676 Stanisław Sarnowski
- 1677–1709 Justynian Bernard Zaruski
- 1709–1722 Stanisław Tomasz Laskowski
- 1722–1749 Jan Bernard Wierzbowski
- 1753–1779 Antoni Alberyk Wyganowski